# Keep Running
Keep Running (tên cũ: Running Brothers) hay Hurry Up! Brothers, được dịch ra là Chạy nhanh nào, anh em (Tiếng Trung Quốc: 奔跑吧兄弟) là một chương trình giải trí thực tế của đài truyền hình Hàng Châu - Chiết Giang, Trung Quốc được mua bản quyền từ chương trình giải trí thực tế là Running Man của Đài SBS tại Hàn Quốc. Do vấn đề ngoại giao Trung - Hàn (Trung Quốc phản đối Hoa Kỳ đặt Hệ thống phòng thủ tên lửa tầm cao giai đoạn cuối tại Hàn Quốc) nên chương trình đã đổi tên thành Keep Running (奔跑吧) từ mùa 5.
Keep Running mỗi mùa sẽ có 7 (6 hoặc 8) thành viên cố định. Khác với độ dài hơn năm trăm tập ở Running Man, thì Keep Running được chia theo mùa. 
Chương trình đã quay tổng cộng 16 mùa tính đến năm 2024 (kể cả mùa đặc biệt).

## Thành viên chính

### Thành viên hiện tại
| Tên                | Ngày Sinh            | Nickname                                                          | Thời gian tham gia           |
| ------------------ | -------------------- | ----------------------------------------------------------------- | ---------------------------- |
| Lý Thần            | 24 tháng 11 năm 1978 | - Trâu lớn - Thần Mama - Lý Holmes                                | Mùa 1 - nay                  |
| Trịnh Khải         | 17 tháng 4 năm 1986  | - Báo săn nhỏ - Hộ vệ công chúa - Vua rác - Kho bài hát Trung Hoa | Mùa 1 - nay                  |
| Tống Vũ Kỳ         | 23 tháng 9 năm 1999  | - Vũ Kỳ đệ đệ                                                     | Mùa 7 & Mùa 9 & Mùa 11 - nay |
| Sa Dật             | 15 tháng 2 năm 1978  | - Lão Sa, Bố Sa                                                   | Mùa 8 - nay                  |
| Châu Thâm          | 29 tháng 9 năm 1992  | - Thâm Thâm                                                       | Mùa 10 - nay                 |
| Bạch Lộc           | 23 tháng 9 năm 1994  | - Lộc Lộc                                                         | Mùa 10 - nay                 |
| Phạm Thừa Thừa     | 16 tháng 6 năm 2000  | - Thừa Thừa                                                       | Mùa 11 - nay                 |
| Trương Chân Nguyên | 16 tháng 4 năm 2003  | - Chân Nguyên                                                     | Mùa 12 - nay                 |

### Cựu thành viên
| Tên                     | Ngày Sinh                     | Nickname                                                                                | Thời gian tham gia |
| ----------------------- | ----------------------------- | --------------------------------------------------------------------------------------- | ------------------ |
| Đặng Siêu               | 8 tháng 2 năm 1979            | - Đặng Đội trưởng - Mọt sách - Siêu nhân - Tiểu Siêu Siêu - Ảnh đế - Học bá - Siêu Baba | Mùa 1 - Mùa 6      |
| Trần Hách               | 9 tháng 11 năm 1985           | - Thiên tài - Hách Baby - Xích Xích                                                     | Mùa 1 -Mùa 6       |
| Vương Tổ Lam            | 9 tháng 1 năm 1980            | - Vua ăn may - Vua trốn - Hobbit                                                        | Mùa 1 - Mùa 6      |
| Lộc Hàm                 | 20 tháng 4 năm 1990           | - Tiểu Lộc - Nai nhỏ - Nai ngốc - Nai ngơ - Hàm Hàm                                     | Mùa 3 - Mùa 6      |
| Địch Lệ Nhiệt Ba        | 3 tháng 6 năm 1992            | - Địch Béo - Tiểu Địch                                                                  | Mùa 5              |
| Vương Bảo Cường         | 29 tháng 4 năm 1984           | - Thiếu lâm Bảo Cường - Bảo Bảo                                                         | Mùa 1              |
| Bao Bối Nhĩ             | 3 tháng 5 năm 1985            | - Bao Bao - Bowling                                                                     | Mùa 2              |
| Chu Á Văn               | 21 tháng 4 năm 1984           | - Hormone di động - Husky - Sát thủ nội trợ                                             | Mùa 7              |
| Vương Ngạn Lâm          | 28 tháng 7 năm 1989 (33 tuổi) | - Anh em của Nguyễn Kinh Thiên - Vua rác thải                                           | Mùa 7              |
| Hoàng Húc Hi            | 25 tháng 1 năm 1999           | - Kê Ca (Anh Gà) - Hoàng Hi Hi - Hầu Hi Hi                                              | Mùa 7 & Mùa 9      |
| Thái Từ Khôn            | 2 tháng 8 năm 1998            | - Thái Tiểu Cẩu - Khôn nhi                                                              | Mùa 8 - Mùa 10     |
| Quách Kỳ Lân            | 8 tháng 2 năm năm 1996        |                                                                                         | Mùa 8              |
| Angelababy (Dương Dĩnh) | 28 tháng 2 năm 1989           | - Nữ hán tử - Baby - Công chúa                                                          | Mùa 1 - Mùa 11     |

## Sơ đồ thời gian tham gia của các thành viên
| Thành viên         | Mùa 1      | Mùa 2      | Mùa 3      | Mùa 4      | Mùa 5      | Mùa 5      | Mùa 6      | Mùa 7      | Mùa 8      | Mùa 9      | Mùa 10     | Mùa 10     | Mùa 11     | Mùa 11     | Mùa 11     | Mùa 11     | Mùa 11     | Mùa 11     | Mùa 11     | Mùa 12    | Mùa 12    | Mùa 12    |
| Thành viên         | 10/10/2014 | 17/04/2015 | 30/10/2015 | 15/04/2016 | 14/04/2017 | 02/06/2017 | 13/04/2018 | 26/04/2019 | 29/05/2020 | 23/04/2021 | 13/05/2022 | 27/06/2022 | 14/04/2023 | 05/05/2023 | 12/05/2023 | 02/06/2023 | 23/06/2023 | 14/07/2023 | 21/07/2023 | 26/4/2024 | 10/5/2024 | 14/6/2024 |
| Đặng Siêu          |            |            |            |            |            |            |            |            |            |            |            |            |            |            |            |            |            |            |            |           |           |           |
| Lý Thần            |            |            |            |            |            |            |            |            |            |            |            |            |            |            |            |            |            |            |            |           |           |           |
| Vương Tổ Lam       |            |            |            |            |            |            |            |            |            |            |            |            |            |            |            |            |            |            |            |           |           |           |
| Trần Hách          |            |            |            |            |            |            |            |            |            |            |            |            |            |            |            |            |            |            |            |           |           |           |
| Trịnh Khải         |            |            |            |            |            |            |            |            |            |            |            |            |            |            |            |            |            |            |            |           |           |           |
| Angelababy         |            |            |            |            |            |            |            |            |            |            |            |            |            |            |            |            |            |            |            |           |           |           |
| Vương Bảo Cường    |            |            |            |            |            |            |            |            |            |            |            |            |            |            |            |            |            |            |            |           |           |           |
| Bao Bối Nhĩ        |            |            |            |            |            |            |            |            |            |            |            |            |            |            |            |            |            |            |            |           |           |           |
| Lộc Hàm            |            |            |            |            |            |            |            |            |            |            |            |            |            |            |            |            |            |            |            |           |           |           |
| Địch Lệ Nhiệt Ba   |            |            |            |            |            |            |            |            |            |            |            |            |            |            |            |            |            |            |            |           |           |           |
| Chu Á Văn          |            |            |            |            |            |            |            |            |            |            |            |            |            |            |            |            |            |            |            |           |           |           |
| Vương Ngạn Lâm     |            |            |            |            |            |            |            |            |            |            |            |            |            |            |            |            |            |            |            |           |           |           |
| Hoàng Húc Hi       |            |            |            |            |            |            |            |            |            |            |            |            |            |            |            |            |            |            |            |           |           |           |
| Tống Vũ Kỳ         |            |            |            |            |            |            |            |            |            |            |            |            |            |            |            |            |            |            |            |           |           |           |
| Sa Dật             |            |            |            |            |            |            |            |            |            |            |            |            |            |            |            |            |            |            |            |           |           |           |
| Quách Kỳ Lân       |            |            |            |            |            |            |            |            |            |            |            |            |            |            |            |            |            |            |            |           |           |           |
| Thái Từ Khôn       |            |            |            |            |            |            |            |            |            |            |            |            |            |            |            |            |            |            |            |           |           |           |
| Bạch Lộc           |            |            |            |            |            |            |            |            |            |            |            |            |            |            |            |            |            |            |            |           |           |           |
| Châu Thâm          |            |            |            |            |            |            |            |            |            |            |            |            |            |            |            |            |            |            |            |           |           |           |
| Phạm Thừa Thừa     |            |            |            |            |            |            |            |            |            |            |            |            |            |            |            |            |            |            |            |           |           |           |
| Trương Chân Nguyên |            |            |            |            |            |            |            |            |            |            |            |            |            |            |            |            |            |            |            |           |           |           |

## Vô địch từng mùa
Tập cuối mỗi mùa đều có một cuộc thi đấu để tìm ra người mạnh nhất ở từng mùa
Mùa 1: Angelababy
Mùa 2: Trịnh Khải
Mùa 3: Trần Hách
Mùa 4: Đặng Siêu
Mùa 5: Đặng Siêu
Mùa 6: Angelababy
Mùa 7: Trịnh Khải
(Từ mùa 8, tập cuối của mỗi mùa chương trình không còn tổ chức thi đấu để tìm ra người mạnh nhất).

## Danh sách các tập

### Keep Running Cùng Làm Giàu
| Tập | Địa điểm               | Chủ đề                                  | Khách mời                                                            | Đội | Nhiệm vụ                                                                                                 | Kết quả                                                               | Ghi chú |
| --- | ---------------------- | --------------------------------------- | -------------------------------------------------------------------- | --- | --- | --------------------------------------------------------------------- | --- |
| 1   | Kiến Đức,Chiết Giang   | Sách minh họa các anh hùng Tân An Giang | Ngụy Đại Huân, Trương Giai Ninh                                      | Đội nâu: Trịnh Khải, Sa Dật, Trương Giai Ninh Đội xanh dương: Angelababy, Thái Từ Khôn, Châu Thâm Đội xanh lá: Lý Thần, Bạch Lộc, Ngụy Đại Huân                                 | Thu thập đầy đủ thẻ bài.                                                                                 | Đội xanh dương thắng                                                  | - Đội xanh dương thu thập đầy đủ thẻ bài nên giành chiến thắng. - Vì không thu thập đầy đủ thẻ bài nên đội xanh lá và đội nâu phải dọn dẹp sân bóng. |
| 2   | Kiến Đức,Chiết Giang   | Hóa đơn chuyến du lịch mùa thu          | Tôn Di                                                               | Vòng 1: Lật từ điển mua sắm - Đội A: Lý Thần, Trịnh Khải, Bạch Lộc, Angelababy - Đội B: Sa Dật, Thái Từ Khôn, Châu Thâm, Tôn Di                                                 | Thi đấu để hưởng các đặc quyền và quay vòng để tìm ra người phải thanh toán chi phí cho các đặc quyền đó | Đội A thắng, Lý Thần phải thanh toán                                  | |
| 2   | Kiến Đức,Chiết Giang   | Hóa đơn chuyến du lịch mùa thu          | Tôn Di                                                               | Vòng 2: Không chia đội (thi đấu cá nhân) | Thi đấu để hưởng các đặc quyền và quay vòng để tìm ra người phải thanh toán chi phí cho các đặc quyền đó | Angelababy, Trịnh Khải, Sa Dật, Tôn Di thắng, Lý Thần phải thanh toán | |
| 2   | Kiến Đức,Chiết Giang   | Hóa đơn chuyến du lịch mùa thu          | Tôn Di                                                               | Vòng 3: Thay đổi mặt Hỉ Nộ Ái Ố - Đội 1: Lý Thần, Tôn Di - Đội 2: Angelababy, Bạch Lộc - Đội 3: Trịnh Khải, Châu Thâm - Đội 4: Sa Dật, Thái Từ Khôn                             | Thi đấu để hưởng các đặc quyền và quay vòng để tìm ra người phải thanh toán chi phí cho các đặc quyền đó | Đội 1, đội 3 thắng, Trịnh Khải phải thanh toán                        | Đội 1 đấu với đội 2; đội 3 đấu với đội 4 |
| 3   | Hàng Châu, Chiết Giang | Hát cho bạn một bài hát mới (Phần 1)    | Phù Long Phi, Trần Trác Tuyền                                        | Đội xanh dương: Lý Thần, Bạch Lộc, Châu Thâm, Trần Trác Tuyền Đội xanh lá: Angelababy, Trịnh Khải, Sa Dật, Phù Long Phi                                                         | Trình diễn bài hát theo các từ khóa được cho                                                             | Đội xanh lá thắng                                                     | Thái Từ Khôn, Tôn Di chỉ tham gia nửa tập. |
| 4   | Hàng Châu, Chiết Giang | Hát cho bạn một bài hát mới (Phần 2)    | Phù Long Phi, Trần Trác Tuyền                                        | Đội xanh dương: Lý Thần, Bạch Lộc, Châu Thâm, Trần Trác Tuyền Đội xanh lá: Angelababy, Trịnh Khải, Sa Dật, Phù Long Phi                                                         | Trình diễn bài hát theo các từ khóa được cho                                                             | Đội xanh lá thắng                                                     | - Đội xanh lá được khán giả bình chọn nhiều hơn nên dành chiến thắng. - Vì lí do riêng nên Thái Từ Khôn không tham gia ghi hình.                     |
| 5   | Tam Minh, Phúc Kiến    | Thưởng thức cửa hàng Sa Huyện           | Ngụy Đại Huân, Vũ Nghệ, Lưu Tá Ninh, Lý Nhất Đồng                    | Đội vàng: Angelababy, Ngụy Đại Huân, Vũ Nghệ Đội xanh: Lý Thần, Sa Dật, Lý Nhất Đồng Đội hồng: Trịnh Khải, Bạch Lộc, Lưu Tá Ninh                                                | Đánh bại đội khác                                                                                        | Đội xanh thắng                                                        | Vì lí do riêng nên Thái Từ Khôn, Châu Thâm không tham gia ghi hình.                                                                                  |
| 6   | Tam Minh, Phúc Kiến    | Bữa ăn đêm tại Học viện cho 100 khách   | Dương Địch, Bàng Bác, Đường Hiểu Thiên, Chương Nhược Nam             | Đội xanh: Angelababy (Đội trưởng), Sa Dật, Bạch Lộc, Dương Địch, Đường Hiểu Thiên, Đội tím: Lý Thần (Đội trưởng), Trịnh Khải, Bàng Bác, Trương Nhược Nam                        | Trở thành thành viên xuất sắc                                                                            | Bàng Bác, Angelababy, Dương Địch, Lý Thần, Sa Dật thắng               | Vì lí do riêng nên Thái Từ Khôn, Châu Thâm không tham gia ghi hình.                                                                                  |
| 7   | Tam Minh, Phúc Kiến    | Dạo chơi trong tranh sơn thủy (Phần 1)  | Truơng Bân Bân, Thẩm Nguyệt, Kiều Hân, Trương Dư Hi, Trần Triết Viễn | Vòng 1: Phối hợp thổi bóng bay - Đội 1: Trịnh Khải, Bạch Lộc - Đội 2: Trương Bân Bân, Angelababy - Đội 3: Lý Thần, Thẩm Nguyệt - Đội 4: Sa Dật, Kiều Hân                        | Giành được nhiều tác phẩm đẹp                                                                            | Đội E, đội D, đội C thắng                                             | Vì lí do riêng nên Thái Từ Khôn, Châu Thâm không tham gia ghi hình.                                                                                  |
| 7   | Tam Minh, Phúc Kiến    | Dạo chơi trong tranh sơn thủy (Phần 1)  | Truơng Bân Bân, Thẩm Nguyệt, Kiều Hân, Trương Dư Hi, Trần Triết Viễn | Vòng 2: Gọi video đoán từ - Đội vàng: Trịnh Khải, Bạch Lộc, Lý Thần, Thẩm Nguyệt - Đội xanh: Trương Bân Bân, Angelababy, Sa Dật, Kiều Hân                                       | Giành được nhiều tác phẩm đẹp                                                                            | Đội E, đội D, đội C thắng                                             | Vì lí do riêng nên Thái Từ Khôn, Châu Thâm không tham gia ghi hình.                                                                                  |
| 7   | Tam Minh, Phúc Kiến    | Dạo chơi trong tranh sơn thủy (Phần 1)  | Truơng Bân Bân, Thẩm Nguyệt, Kiều Hân, Trương Dư Hi, Trần Triết Viễn | Vòng 3: Đoán bài hát bằng đoạn nhạc kết - Đội 1: Lý Thần, Thẩm Nguyệt - Đội 2: Angelababy, Trương Bân Bân - Đội 3: Trịnh Khải - Đội 4: Sa Dật, Kiều Hân                         | Giành được nhiều tác phẩm đẹp                                                                            | Đội E, đội D, đội C thắng                                             | Vì lí do riêng nên Thái Từ Khôn, Châu Thâm không tham gia ghi hình.                                                                                  |
| 7   | Tam Minh, Phúc Kiến    | Dạo chơi trong tranh sơn thủy (Phần 1)  | Truơng Bân Bân, Thẩm Nguyệt, Kiều Hân, Trương Dư Hi, Trần Triết Viễn | Vòng 4 trở đi: - Đội A: Trịnh Khải, Trương Dư Hi - Đội B: Trương Bân Bân, Angelababy - Đội C: Lý Thần, Thẩm Nguyệt - Đội D: Sa Dật, Kiều Hân - Đội E: Bạch Lộc, Trần Triết Viễn | Giành được nhiều tác phẩm đẹp                                                                            | Đội E, đội D, đội C thắng                                             | Vì lí do riêng nên Thái Từ Khôn, Châu Thâm không tham gia ghi hình.                                                                                  |
| 8   | Tam Minh, Phúc Kiến    | Dạo chơi trong tranh sơn thủy (Phần 2)  | Truơng Bân Bân, Thẩm Nguyệt, Kiều Hân, Trương Dư Hi, Trần Triết Viễn | | Giành được nhiều tác phẩm đẹp                                                                            | Đội E, đội D, đội C thắng                                             | Vì lí do riêng nên Thái Từ Khôn, Châu Thâm không tham gia ghi hình.                                                                                  |

### Keep Running Mùa Sinh Thái
| Tập | Địa điểm               | Chủ đề                          | Khách mời                                                        | Đội | Đội | Nhiệm vụ | Kết quả                                                                             | Ghi chú |
| --- | ---------------------- | ------------------------------- | ---------------------------------------------------------------- | --- | --- | --- | ----------------------------------------------------------------------------------- | --- |
| 1   | Côn Minh, Vân Nam      | Cuộc thi đố vui sinh thái       | Mạnh Tử Nghĩa, Thái Vân Tịnh, Ngụy Đại Huân                      | Người thường: Lý Thần, Sa Dật, Bạch Lộc, Phạm Thừa Thừa, Trương Chân Nguyên, Mạnh Tử Nghĩa, Thái Vân Tịnh Chim ngốc: Châu Thâm, Trịnh Khải                 | Người thường: Lý Thần, Sa Dật, Bạch Lộc, Phạm Thừa Thừa, Trương Chân Nguyên, Mạnh Tử Nghĩa, Thái Vân Tịnh Chim ngốc: Châu Thâm, Trịnh Khải           | Người thường: Tích lũy ngô đen và tìm ra chim ngốc Chim ngốc: Tích lũy ngô đen và không để người tốt tìm ra | Chim ngốc thắng                                                                     | Vì lí do riêng nên Tống Vũ Kỳ không tham gia ghi hình.                                                           |
| 2   | Côn Minh, Vân Nam      | Bậc thầy phác thảo sinh học     | Mạnh Tử Nghĩa, Thái Vân Tịnh, Ngụy Đại Huân                      | Đội nâu: Lý Thần, Sa Dật, Thái Văn Tịnh Đội trắng: Trịnh Khải, Bạch Lộc, Trương Chân Nguyên Đội vàng: Châu Thâm, Phạm Thừa Thừa, Mạnh Tử Nghĩa             | Đội nâu: Lý Thần, Sa Dật, Thái Văn Tịnh Đội trắng: Trịnh Khải, Bạch Lộc, Trương Chân Nguyên Đội vàng: Châu Thâm, Phạm Thừa Thừa, Mạnh Tử Nghĩa       | Đánh bại các đội khác                                                                                       | Đội nâu thắng                                                                       | Vì lí do riêng nên Tống Vũ Kỳ không tham gia ghi hình.                                                           |
| 3   | Côn Minh, Vân Nam      | Câu chuyện sinh thái trong sách | Hoàng Tân Thuần, Lư Dục Hiểu, Phạm Thế Kỹ                        | Đội nâu: Trịnh Khải, Bạch Lộc, Hoàng Tân Thuần Đội trắng: Trương Chân Nguyên, Sa Dật, Phạm Thế Kỹ Đội xanh: Lý Thần, Phạm Thừa Thừa, Lư Dục Hiểu           | Đội nâu: Trịnh Khải, Bạch Lộc, Hoàng Tân Thuần Đội trắng: Trương Chân Nguyên, Sa Dật, Phạm Thế Kỹ Đội xanh: Lý Thần, Phạm Thừa Thừa, Lư Dục Hiểu     | Đánh bại các đội khác                                                                                       | Đội xanh thắng                                                                      | Vì lí do riêng nên Tống Vũ Kỳ không tham gia ghi hình và Châu Thâm chỉ tham gia nửa tập đầu.                     |
| 4   | Hàng Châu, Chiết Giang | Lời mời từ Hiệp hội Cảnh quan   | Đặng Ân Hy, Trần Băng, Tưởng Long, Ngụy Đại Huân, Đường Cửu Châu | Đội đỏ: Lý Thần, Trương Chân Nguyên, Trần Băng Đội vàng: Tống Vũ Kỳ, Ngụy Đại Huân, Tưởng Long Đội xanh: Trịnh Khải, Châu Thâm, Đường Cửu Châu, Đặng Ân Hy | Người tốt: Lý Thần, Trương Chân Nguyên, Trần Băng, Tưởng Long, Trịnh Khải, Đường Cửu Châu, Đặng Ân Hy Sâu lười: Tống Vũ Kỳ, Ngụy Đại Huân, Châu Thâm | Người tốt: Tìm ra sâu lười Sâu lười: Trở thành 1 trong 3 người cuối cùng còn lại cây giống                  | Người tốt thắng                                                                     | - Sa Dật, Bạch Lộc, Phạm Thừa Thừa chỉ tham gia nửa tập đầu. - Tống Vũ Kỳ và Châu Thâm chỉ tham gia nửa tập sau. |
| 5   | Hàng Châu, Chiết Giang | Thẻ cào vui vẻ Sơn Thủy         | Đặng Ân Hy, Trần Băng, Tưởng Long, Ngụy Đại Huân, Đường Cửu Châu | Đội đỏ: Lý Thần, Trương Chân Nguyên, Trần Băng Đội vàng: Tống Vũ Kỳ, Ngụy Đại Huân, Tưởng Long Đội xanh: Trịnh Khải, Châu Thâm, Đường Cửu Châu, Đặng Ân Hy | Người tốt: Lý Thần, Trương Chân Nguyên, Trần Băng, Tưởng Long, Trịnh Khải, Đường Cửu Châu, Đặng Ân Hy Sâu lười: Tống Vũ Kỳ, Ngụy Đại Huân, Châu Thâm | Người tốt: Tìm ra sâu lười Sâu lười: Trở thành 1 trong 3 người cuối cùng còn lại cây giống                  | Người tốt thắng                                                                     | Vì lí do riêng nên Sa Dật, Bạch Lộc, Phạm Thừa Thừa không tham gia ghi hình.                                     |
| 6   | Hàng Châu, Chiết Giang | Cây giống rơi xuống             | Đặng Ân Hy, Trần Băng, Tưởng Long, Ngụy Đại Huân, Đường Cửu Châu | Đội đỏ: Lý Thần, Trương Chân Nguyên, Trần Băng Đội vàng: Tống Vũ Kỳ, Ngụy Đại Huân, Tưởng Long Đội xanh: Trịnh Khải, Châu Thâm, Đường Cửu Châu, Đặng Ân Hy | Người tốt: Lý Thần, Trương Chân Nguyên, Trần Băng, Tưởng Long, Trịnh Khải, Đường Cửu Châu, Đặng Ân Hy Sâu lười: Tống Vũ Kỳ, Ngụy Đại Huân, Châu Thâm | Người tốt: Tìm ra sâu lười Sâu lười: Trở thành 1 trong 3 người cuối cùng còn lại cây giống                  | Người tốt thắng                                                                     | Vì lí do riêng nên Sa Dật, Bạch Lộc, Phạm Thừa Thừa không tham gia ghi hình.                                     |
| 7   | Hàng Châu, Chiết Giang | Tập đặc biệt                    | Đặng Ân Hy, Trần Băng, Tưởng Long, Ngụy Đại Huân, Đường Cửu Châu | Điểm lại những cảnh đặc sắc trong 3 tập 4, 5, 6 và những cảnh uncut trong 3 tập này                                                                        | Điểm lại những cảnh đặc sắc trong 3 tập 4, 5, 6 và những cảnh uncut trong 3 tập này                                                                  | Điểm lại những cảnh đặc sắc trong 3 tập 4, 5, 6 và những cảnh uncut trong 3 tập này                         | Điểm lại những cảnh đặc sắc trong 3 tập 4, 5, 6 và những cảnh uncut trong 3 tập này | Vì lí do riêng nên Sa Dật, Bạch Lộc, Phạm Thừa Thừa không tham gia ghi hình.                                     |